# Wellington (Kentucky)
Wellington és una població dels Estats Units a l'estat de Kentucky. Segons el cens del 2000 tenia 561 habitants.

## Demografia
Segons el cens del 2000, Wellington tenia 561 habitants, 246 habitatges, i 167 famílies. La densitat de població era de 2.406,7 habitants/km².
Dels 246 habitatges en un 23,6% hi vivien nens de menys de 18 anys, en un 56,9% hi vivien parelles casades, en un 8,9% dones solteres, i en un 32,1% no eren unitats familiars. En el 28,5% dels habitatges hi vivien persones soles el 13% de les quals corresponia a persones de 65 anys o més que vivien soles. El nombre mitjà de persones vivint en cada habitatge era de 2,28 i el nombre mitjà de persones que vivien en cada família era de 2,77.
Per edats la població es repartia de la següent manera: un 20,7% tenia menys de 18 anys, un 3,4% entre 18 i 24, un 29,9% entre 25 i 44, un 28,5% de 45 a 60 i un 17,5% 65 anys o més.
L'edat mediana era de 42 anys. Per cada 100 dones de 18 o més anys hi havia 80,2 homes.
La renda mediana per habitatge era de 57.031 $ i la renda mediana per família de 67.500 $. Els homes tenien una renda mediana de 40.625 $ mentre que les dones 36.719 $. La renda per capita de la població era de 26.235 $. Entorn de l'1,8% de les famílies i l'1,3% de la població estaven per davall del llindar de pobresa.

## Poblacions més properes
El següent diagrama mostra les poblacions més properes.